# Werner Liljeqvist
Robert Werner Melker Liljeqvist, född 30 maj 1894 i Klara församling, Stockholm, död 22 februari 1977 i Johannes församling, Stockholm, var en svensk teckningslärare, tecknare och målare.
Han var son till fabrikören Carl Fredrik Melker Liljeqvist och Agnes C. Windisch samt från 1926 gift med Gunhild Siri Karlberg. Efter avlagd teckningslärarexamen 1916 studerade han konst vid Kungliga konsthögskolan 1918-1923 där han 1922 tilldelades 2:medaljen och 1923 den kungliga medaljen för sina figurmålningar.  Efter studierna följde ett antal studieresor till flera europeiska länder. Som illustratör medverkade han i ett stort antal Svenska och utländska tidningar och tidskrifter. Dessutom var han flitigt anlitad av bokförlag för olika illustrationsuppdrag. Tillsammans med bland annat Gösta Chatham, Ivar Starkenberg och Anna-Lisa Almqvist medverkade han i utställningen Humoristernas salong som visades i Stockholm vid ett par tillfällen. Han var anställd som tecknare vid Dagens Nyheter 1927-1939. Förutom illustrationer och teckningar består hans konst av figurer och porträtt utförda i olja eller akvarell.